# Kaatsvereniging "De Earrebarre"
Kaatsvereniging "De Earrebarre" (Fries voor de ooievaar) is een kaatsvereniging uit Den Haag, opgericht op 28 december 2001 en aangesloten bij de FBA (Federatie Buitenafdeling) en de KNKB. 

## Activiteiten
Jaarlijks organiseert de vereniging:
- een ledenpartij
- een FBA-competitiepartij of een FBA-door-elkaar-lotenpartij (eind augustus). Deze vindt vaak plaats op de velden van de Haagse rugby Club of (vanaf 2007) van SOS Kwiek Sport.
- een jaarlijks winterfeest (begin februari; in de beginjaren)
- Het officieus Nederlands Kampioenschap Handball

## Handball
In de winter spelen enkele leden het uit Amerika overgekomen Amerikaans handbal of handball. Dezelfde leden hebben al enkele keren het officieuze NK-Handball georganiseerd. Earrebarre beschouwt handball als een goede aanvulling voor de kaatstrainingen tijdens het winterseizoen.

## Leden
De kaatsvereniging staat veelal in de belangstelling van Friezen die nu woonachtig zijn in de regio Den Haag.